# Буда (заказник)
Бу́да — загальнозоологічний заказник місцевого значення в Україні. Розташований між містом Підгайці та селами Рудники і Мужилів Тернопільського району Тернопільської області, у кв. 44-51 Підгаєцького лісництва Бережанського державного лісомисливського госп-ва, в межах лісового урочища «Буда».
Площа — 398 га. Оголошене об'єктом природно-заповідного фонду рішенням виконкому Тернопільської обласної ради від 30 червня 1986 року, № 198. Перебуває у віданні ДЛГО «Тернопільліс». Рішенням Тернопільської обласної ради від 22 липня 1998 року № 15, мисливські угіддя Буди надані у користування Кременецької районної організації УТМР як постійно діюча ділянка з охорони, збереження та відтворення мисливської фауни.
Під охороною — місце відтворення та відновлення мисливської фауни. Трапляються борсук звичайний, який занесений до Червоної книги України, заєць сірий, вивірка звичайна, лисиця звичайна, куниця лісова, сарна європейська, куріпка сіра — цінні та інші мисливські види тварин.
До складу території заказника «Буда» входить ботанічний заказник місцевого значення «Урочище Угринів».